# メタルギア (架空の兵器)
- メタルギアシリーズ > メタルギアシリーズの用語一覧 > メタルギア (架空の兵器)

メタルギア（Metal Gear）は、コナミ（現、コナミデジタルエンタテインメント）のアクションゲーム、メタルギアシリーズに登場する架空のメカである核搭載二足歩行型戦車の総称。
本項では、核兵器運用を想定していない、メタルギアの名を冠しない等、元々のメタルギアの定義から外れるがメタルギアに該当する兵器や、それらに準じる存在と言える大型兵器などについても記載する。

## 概要
単独での作戦行動が可能で、様々な状況・地形から核ミサイルを発射することができる二足歩行型戦車。その特性により、全世界の核バランス・軍事バランスに大きな影響を与えた。核ミサイルの他にも種々の補助武器も装備することができる。主な目的は単独での核弾頭搭載型大陸間弾道ミサイルの運用だが、開発された時代や機種ごとの運用方針により差異が存在する。
実際に後の時代では核兵器を搭載しないメタルギアも開発されており、さらに特に『MGS4』以降の時代はそもそも核で威嚇しながらの国家同士の直接の衝突や睨み合いといった従来の戦争の形そのものが消滅し、経済活動を目的とした代理戦争、非対称戦争の形に変わりつつある時代背景から、メタルギアは小型化や直接戦車や歩兵に変わる無人戦闘兵器という形への派生が進んでおり、元々の核搭載兵器という定義そのものが無くなってきており、戦略兵器としてのメタルギアの需要自体が消滅しつつある。
ついには、メタルギアの名を冠した小型の二足歩行型サポートロボットまで登場し、もはやメタルギア＝兵器という概念すらも崩れようとしている。さらに『MGR』の時代では「兵器と歩兵を繋ぐ歯車」としてのメタルギアの役割はサイボーグにとって代わられつつあり、上記の無人兵器として派生したメタルギアすら需要は低下している。
これにより、時系列で最も過去にあたる『MGS3』（1964年）から最も未来の『MGR』（2018年）までに至るメタルギアシリーズ内の歴史は、そのシリーズ名の通りメタルギアという兵器の起源から発展、そして衰退を描く形となっている。

## 開発経緯
『メタルギアソリッド3』に登場するソ連の秘密設計局OKB-812（グラーニン設計局）の局長であるアレクサンドル・レオノヴィッチ・グラーニンによって「メタルギア」の原案が作成された。彼は「兵器は時代を動かす歯車である」と捉え、自らが開発中の新兵器に「金属の歯車」の意味を持つメタルギアと名付けたが、この原案自体は開発競争で競合していたドリル回転型推進機構を持つ核搭載型戦車「シャゴホッド」（後述）に敗れ、不採用となっている。
不採用の理由としては、IRBMやロケットブースターなど、実績と信頼性を持った既存のテクノロジーの組み合わせだけで完成できるシャゴホッドに対して、メタルギアの二足歩行機構が研究途上で実績も無かった点などが挙げられており、登場人物の一人で「武器兵器の特別にスゴい専門家」を自称するシギント（ドナルド・アンダーソン、後のDARPA（国防高等研究計画局）局長）は、戦車に足をつけても車高が上がって前面投影面積が大きくなり、安定性も低下するのでメリットは無いと切り捨てている。これに対してピースウォーカーの設計担当者であったヒューイは、山岳や沼地等のキャタピラでも移動不可能な険しい地形を大型兵器が踏破するためには、二足歩行による移動が最適と評している。
結果として競合相手のシャゴホッドが採用されたため、これを不服としたグラーニンは、企画設計書をアメリカの友人であるヒューイ（Dr.エメリッヒ）に送り、自分のメタルギア計画の有用性を認めなかった軍部中枢に抵抗したが、これが原因でヴォルギン大佐にスパイの嫌疑をかけられ、拷問の末に落命している。またその設計書は漏洩とほぼ同時期に、当時三重スパイをしていたオセロットによって盗み出され、アメリカの賢者達の手に渡っている。
作中でシギントが語るように、当時既にアメリカにおいてもヒューイによって二足歩行兵器の草案が発表されていたが、ヒューイ自身はこの内容のほとんどがグラーニンから託された設計書を元にした「東側のものの盗用」であったと告白している。
このように結果として当時のソ連では実機が作られることは無かったが、2つのルートからその設計書は西側に渡っており、後にアメリカ(CIA)とビッグ・ボスが率いるMSF（国境なき軍隊）で最初の実機がそれぞれ開発されることになる。

## 小島秀夫監督作品に登場するもの

### ピースウォーカー
『メタルギアソリッド ピースウォーカー』に登場。別名「AI搭載自動報復歩行戦機」。メタルギアという名前こそ冠していないが、兵器としての定義でいうならば世界で初めて製作された核搭載二足歩行型戦車メタルギアである。
「人間の判断では躊躇や恐怖という感情がある以上、相互確証破壊（MAD）は不確実であり現在の核抑止論は不完全である」と考えていたCIA中米支局長ホット・コールドマンの主導の下、「人の意志を介さないAIの判断による確実かつ合理的な核報復を行う『完全なる核抑止力』の確立」を目的として実施された、報復核攻撃専用の移動式無人核搭載兵器開発計画「ピースウォーカー計画」の完成形として、ヒューイとAIの専門家であるストレンジラブが共同開発した。
基本は二足歩行だが、折りたたまれた脚部を展開することで四足歩行も可能であり、中米のような険しい地形の多い土地でも走破することができる。ピースウォーカー計画で開発された他のAI兵器と違い2つのAIポッドが積まれており、頭部下部にある姿勢・動作制御を司るレプタイルポッド（AL-aurelia8000）、胴体後部にある核報復や各種戦略判断を司るママルポッド（BS-imago）の2つがそれぞれ小脳と大脳の役割を持つ。レプタイルポッドの製作はヒューイが、ママルポッドはストレンジラブが担当している。重量は約500トンとされる。
AI搭載自動報復歩行戦機の名の通り核攻撃を探知すると、ストレンジラブによってAI上に再現されたザ・ボスの思考パターンに基づいて報復攻撃の判断と攻撃目標を決定する。攻撃の必要があると判断されれば、背部のランチャー内にある1メガトン級核弾頭搭載型弾道ミサイルの発射、もしくは頭部に搭載された水爆による自爆により自動報復攻撃を行う（自爆攻撃を行う際は敵地へと単機突入、もしくは敵地に潜伏した機体が自爆する）。自爆用の水爆はソ連のツァーリ・ボンバに対抗するためだけに搭載され、威力の面では完全なオーバーキルである。核報復の観点から米ソ両陣営を射程に収めることの出来る中米に複数体配置する必要があるため、コールドマンは本機を量産するつもりでいた。また、機体自体にも自衛の為にミサイルや火炎放射器など多くの火器を積んでおり、電磁パルスによりミサイルを逸らす事も出来る。また核戦争や本機が核攻撃を受けることも想定しているため、AIポッドは核シェルター並の堅牢さを誇り、機体装甲もそれに準ずる強固さを持つ。
ニカラグア湖畔の米軍ミサイル基地にて、予算確保のためのCIA本部へのデモンストレーションとしてコールドマンによって核報復の確実性を実証すべく、「ソ連から米本土への核攻撃」という偽装データを送信され自動報復モードを起動し、コスタリカ近海にあるMSFのマザーベースに向けて核ミサイルを発射させようとするが、ザドルノフが裏切ったことでキューバを標的に変更させられる。だがスネークとカズ率いるMSFの部隊が駆けつけて両者を拘束したことで、一旦は事態は沈静化したかと思われたが、ザドルノフに撃たれたコールドマンが自身の持論をアメリカ政府自身に立証させるべく、死に際にピースウォーカーを通してアメリカのNORADへも偽装データを送信したことで、ピースウォーカーの自動報復モードが起動してしまい、さらにアメリカ政府が偽装データを本当のミサイル攻撃と誤解したことで世界は全面核戦争の危機に立たされることになってしまう。スネークはキューバへの核攻撃と偽装データを止めるべく戦闘を行い、死闘の末にピースウォーカーのママルポッドは停止し、ボディも破壊されたことでキューバへの核攻撃は阻止されたが、偽装データの送信は止まらず、身分を明かしたスネークによる米政府への説得も彼を信じきれなかった政府高官たちが報復を強調したために失敗してしまった。
万事休すと思われたが、レプタイルポッドと結合されていたことで破壊されたママルポッドに「機能代償」が発生、カーペンターズの「Sing」（小説版ではジョン・レノンの「イマジン」）を歌いながら再起動したピースウォーカーはまるでザ・ボスの最後の意志を再現するかのように自らをニカラグア湖に沈めて完全に機能停止させ、偽装データの送信を止めた。その際、NORAD指令室のスクリーンに映しだされた世界地図は平和を意味するピースマークに埋め尽くされ、その歌は世界中に響き渡った。
後に搭載されていた核弾頭はカズ達によって回収され、MSFの抑止力として後述のメタルギアZEKEに搭載されることになる。
さらにその後はアマンダ達の協力を得たストレンジラブによりママルポッドの機能が移りハイブリッドAIとなったレプタイルポッドも回収され、サイファーのもとで愛国者達の代理AIの雛形として研究された後、メタルギア・サヘラントロプスの姿勢制御AIの参考にされた。ストレンジラブの死後、ヴェノムによりアフガニスタンのソ連基地より回収され、ダイアモンド・ドッグズのプラットフォーム上に保管される。中にあったストレンジラブの遺体はその時に回収されて葬られた。

### メタルギアZEKE
『メタルギアソリッド ピースウォーカー』に登場。「メタルギア・ジーク」と読む。別名「AI搭載汎用換装二足歩行戦機 MSF仕様」。後述の有人改造型との戦闘後に、模擬戦が可能となるため区別のために「MSF仕様」と呼ばれる。世界で初めてメタルギアの名前を冠した最古のメタルギア。ヒューイによって提案されビッグ・ボスが了承して開発された機体であり、AIの開発にはピースウォーカー計画と同様にストレンジラブも参加している。レールガンとレドームを装備した外観は、後にヒューイの息子であるハルが設計することとなるREXによく似ている。
AIによって制御され、指揮官の命令に従い高度に戦術的な行動が可能であるとされている。また、搭載AIには歩兵との連動を考慮し、AI兵器同様に音声合成システムが搭載されている。本来は海外派遣等での実地運用を想定しており、ゲーム中では完成後にOUTER OPS（紛争地帯への部隊の派遣）に出撃させる事が可能となる。また、後にカズヒラ・ミラーの発案と開発者のヒューイの後押しで、ピースウォーカーから回収した核弾頭も搭載されたが、抑止力としての核弾頭の保有であるため、実際に使用されることは想定していない。
MSFの拠点であるマザーベースではパーツの生産能力に限りがあるため、本体および搭載AIには、敵のAI兵器のパーツやAI記憶板を流用している。ヘッド、パワー、ウォーク、フットの4ユニットからなる基本フレームと、ヘッドユニット上に搭載されるAIから構成される。固定武装はヘッドユニットに2門、ウォークユニットに1門搭載された機関銃とパワーユニットに内蔵された誘導ロケットランチャーがあり、後のメタルギア同様、踏付けや体当たりでの攻撃も可能である（無人機であるためマン・マキシマムの枷がないこともあり、後に登場するメタルギア群と比較しても遜色のない高機動性を持つ）。また、AIポッドもZEKE用に新規に作成されており、形状は今までの円柱状のものから球状に変化、記憶版の搭載枚数も従来の40枚から最大400枚に増加している。さらに、回収したAI兵器群のパーツをオプション化しており、ピューパのジェットパック、クリサリスのレールガンとレドーム、コクーンの増加装甲を搭載可能。この他、ヘッド・フットユニットの接続部はAI兵器の同ユニットとの互換性があり、使用するユニットにより外観と機能が変化する。ヘッドユニットではZEKE専用ヘッド（機関銃）を、ピューパ（電撃）、クリサリス（ヘッドミサイル）、コクーン（主砲）、ピースウォーカー（電磁パルスと毒ビーム）と換装。フットユニットは同じ二足歩行機であるピースウォーカー（Sマイン、1対しかないため四足形態は足自体が足りず不可）との換装が可能である。
コードネームの「ZEKE」の由来は、第二次世界大戦中に連合国側が日本の戦闘機「零戦21型」に対して与えたコードネーム「Zeke」から。
『グラウンド・ゼロズ』では、IAEAの査察に伴い、ヒューイの手により核弾頭と共に海に沈められる。深海100m前後の海域に海上機動用のフロート付で係留されているが、その後のマザーベースの崩壊もあって結局はそのまま放置されることとなり、回収可能な状態かも不明である。ブリーフィングでのパスの会話から、MSFスタッフからは「守護神」のように扱われていることが分かる。

#### 有人型
先述のメタルギアZEKEが、非政府諜報組織「CIPHER（サイファー、後の愛国者達）」の工作員であったパス・オルテガ・アンドラーデ （パシフィカ・オーシャン）によって有人機に改造されたもの。別名「汎用換装二足歩行戦機・有人改造型」。
本来のZEKEは搭乗員が乗ることを想定していない無人機であり、メンテナンス及び緊急時用の簡易コックピットがある程度（使用時には悪用を防ぐため核関係の機能は操作不能になる）で本格的な操縦機器も存在しないが、パシフィカによりかなりの改修が行われ、核発射を含む完全な操作機能を持ったコックピットを有している。後に発覚したことだが、劇中で頻発したザドルノフの脱走劇は、この改造を完了するまでの時間稼ぎであった。しかし、マシンマキシマムで設計されたZEKEを有人機へ改造するのには無理があったらしく、巨大な二足歩行機の戦闘行動によって生じるG緩和のため、コックピット内に注水を行う機構を採用している。そのため操縦には潜水用の装備を必要とし、潜水可能時間がそのまま操縦可能時間となる（ただし、パイロットが必要とする空気は外部から供給する方式のため、かなり長時間の潜水が可能となっている）。この機構を採用しているのは本機のみである。
工作員としての本性を現したパシフィカがMSFから強奪、カリブ海のマザーベースから合衆国東海岸への核攻撃を敢行しようとする。これを阻止しようとするビッグ・ボスと死闘を繰り広げるが、最後は暴走によって機体が制御不能となりコックピットが爆発、同時にパシフィカは機体外に投げ出され海へと転落した。事件後、再びZEKEが盗み出された時の事を考えたヒューイが、対ZEKE戦の模擬戦を提案し即決定となる。その後、本機がそのまま実戦配備されたかは判っていない。
パシフィカ曰く、メタルギアは「元来人の操るべきもの」であり、初めからその設計で開発されたメタルギアの登場は、TX-55を待つことになる。
ノベライズ版では最初から緊急時には有人操作が可能な仕様だったが、本機が強奪された場合を想定して有人操作の場合は外部から核発射装置をロックできるようにしていたという設定に変更されている。パシフィカはその装置を解除して乗っ取り、その後はゲーム版通りの展開になる。ただし核発射装置の解除だけなので、ゲーム版でのような大幅な改造をする必要はなく、パシフィカ1人でも行える現実的な改造で比較的短期間で完了している。

### メタルギアST-84
『メタルギアソリッドV ファントムペイン』に登場。別名「直立二足歩行兵器」。スカルフェイスの指示により、ZEKEに引き続きヒューイによって開発された初の純ソビエト連邦製メタルギアである。STは『サヘラントロプス』の略で、劇中ではそのまま「サヘラントロプス」や「巨人」と呼ばれることが多い。
本機はアフガニスタンの起伏の多い地形に対応するため、直立二足歩行の実現は開発に必須とされていた。メタルギアのフォーマットを発案したグラーニンの所属していたソ連製であり、開発にヒューイが参加していることで、細かい差異はあるがREX形態の外観は、オプション装備のZEKEや、後にオタコンの設計するREXと酷似した外観をしており、グラーニンの草案からはやや外れているもののREXに繋がる系譜の機体である。スカルフェイスの切り札の一つということもあり、作中における本機の頭部には髑髏のペイントが施されている。この髑髏のペイントは発掘された「サヘラントロプス」の頭蓋骨をモチーフとしているが、開発を担当したヒューイの言い分によれば、MSFのトレードマークであったパンゲア大陸を模した骸骨の意味も込めており、それが自分がMSFを裏切っていない証拠であると主張していた。しかし、尋問を行っていたオセロットからは「あとからは何とでも言える」、「髑髏はスカルフェイスの象徴でもある」と一蹴されている。
基本搭載武装は頭部のガトリング砲、股間部の火炎放射器、両脚部のミサイル、背部のサーチミサイル（一定時間ロケットで浮遊して敵を捜索し、敵を発見すると突撃する。稼働限界が迫ると自爆する）、腐食性アーキアをばら撒くアーキアル・グレネード。巨体も生かした踏みつけも可能。過去のAI兵器やZEKE、未来に登場する他のメタルギアと決定的に異なるのは、収納式の明確な腕と手を持ち、足を逆関節から正関節として、立ち上がった人型（直立二足歩行）形態への変形が可能なことである。装備された腕は対象を持ち上げたり、握ったりする精密さとパワーを備えており、これにより専用の武装を持つことが可能で、胴体に二本搭載されているアーキアル・ブレードと呼ばれる蛇腹剣を握って使用する。この剣は実体刃としての機能のほかに、メタリック・アーキアによって地面から爆発性の金属塊を出現させ攻撃する機能がある。右腕にはパイルバンカーを搭載、左腕には盾を装備可能。後に背部ユニットにレールガンとレドームが追加された完成形となった。人型形態の方が本来の姿で、移動・戦闘は人型形態で行われることが多く、腕を収納した逆関節のREX形態は格納時やレールガン使用時に使われる。
技術不足もあって操縦方法の選定は迷走しており、人が乗って操縦する前提で頭部にコックピットを設け（ダンパーを設置し、緩衝材として有人型ZEKE同様注水する）、同時にAI兵器の弱点であった外付けの姿勢制御AIボッドを小型化して装甲内に収める設計を予定していた。しかし、演算能力そのままにレプタイルポッドの10分の1程度に小型化したものの、完成したコックピットには大人が乗って操縦できるスペースを確保できなかった（少年兵なら何とか収まるサイズで、その為あろうことかヒューイは実の息子である4歳前のハル（後のオタコン）を実験台にして実験をしていた）。次に有人操縦を諦め遠隔操縦を試すが、レスポンス・精度が悪く、ジャミングされる可能性も考慮して不採用。その次はAI兵器同様にAIに完全自律行動させることにして、ニカラグア湖に沈んだピースウォーカーのハイブリッドAIを回収、それをベースにストレンジラブの協力の下で新たな無人核兵器用AIを作成するはずだったが、ストレンジラブが死亡したため頓挫。最終的には外付けのAIが確実と結論付けられたが、直立二足歩行時にバランスを保つためにはより大量のデータが必要であり、上体を畳んで重心を下げた所謂REX形態であればなんとか歩行は可能という状態までしか開発は進んでおらず、遂にはこれ以上待てなくなったスカルフェイスに未完成のまま没収されてしまう。まともに動く事すらできない筈だったが、スカルフェイスは自分の報復心に感応して配下となった、ソ連の実験で超能力を見出された「第三の子供」と呼ばれる少年（後のサイコ・マンティス）を用いることでブレイクスルーする。過去のRAXA同様、強力なサイキック能力で操作された本機は、ヒューイの想定以上の性能を発揮した（曰く、ライト兄弟が月に行くようなもの）。また、空中に浮遊するなど超常的な能力も発揮している。ただし、「第三の子供」が攻撃を受けた際には一時的に動けなくなったり、標的を見失うなどの弱点もある。
本機は装甲材に劣化ウランが使用されているが、これを機体に内蔵したウラン濃縮アーキアにより融解すると90%以上の兵器級高濃縮ウランを生成する。つまり、本機自体がガンバレル型核爆弾となるのである。同じ重量で比較するとセラミックスより強度で劣る劣化ウランを敢えて装甲材として採用しているのはこのためであり、表向きにはセラミックス関連技術を持つ開発局とのコンタクトが取れなかったことと、直立歩行ビークルとして要所のバルクを抑える目的があったと説明されていた。自爆した場合の想定核出力は約15キロトン。メタリックアーキアが放出される瞬間までは、核兵器化できない劣化ウランの塊でしかなく、必要量もMBTの主装甲材程度に収まるので、ほとんどの条約や規制を回避して輸出入が可能であり、監査や敵対組織からの警戒を受けることもない、一種のステルス核としてのデモンストレータの役割を持っている。
なお、同じ重量で比較するとセラミックスに劣るとはいえ劣化ウラン装甲の防御力は高く、米軍の主力戦車でも採用される予定とされている他、ソ連製戦車砲弾の多くを受け止めるのは実射試験で検証済みとも説明されており、防御力の高さが示されている。ヒューイの「直立歩行ビークルとして要所のバルクを抑える目的があった」という説明に関しても（結局は建前だったとはいえ）それなりに理に適っており、一概に劣化ウランがセラミックよりも劣っているとは言い難い。
総合的に見ると、そもそもスカルフェイス自身が自分の計画のデモンストレーションの為の半ば使い捨てとして建造したのもあるが、「第三の少年」の超能力がなければまともに動くことすらできない、はっきり言って兵器としては欠陥品としか言いようがない機体である。
本編では、アフリカでのスカルフェイスとの決戦でイーライの報復心に感応した第三の子供を通じてイーライに制御を乗っ取られてしまい、ヴェノム・スネークに攻撃を仕掛けるが最終的には破壊された。
その後はマザーベースに回収されるも本機のことが諦めきれなかったヒューイが少年兵達を使って間接的に修理を敢行し、ヒューイの想像を超える速度で修理は完了した。そしてイーライが率いる少年兵達と第三の子供の力で本機は強奪され、そのまま彼らがマザーベースから脱走する為に利用された。
本編ではここまでしかないが、特典ディスクである幻のエピソード「蠅の王国」ではこの件の結末が見られる。ある南国の島に英語株の声帯虫をばら撒いて大人を駆逐して、子供だけの王国を作ったイーライ達はサヘラントロプスを象徴として祀る。そして彼らを保護すべく追ってきたヴェノム・スネーク率いるダイヤモンド・ドッグズや、声帯虫のサンプル目当てに介入してきたXOFの残党と激しい混戦を繰り広げる。最終的にはヴェノムによって両腕と両脚を破壊され、腰部を寸断されて頭部のコックピット以外は原型すら殆ど残さず大破する。そしてもはやただのスクラップになった本機は再びダイヤモンド・ドッグズに回収されたがその後、本機をどう処分したのかは不明（いずれにせよ「第三の子供」がいなければそもそも動かす事すらできない機体なので、そのまま再利用する事は不可能だったのは間違いない）。

### メタルギアTX-55
アウターヘブン蜂起（『メタルギア』）時に登場。ソ連の科学者ドラゴ・ペトロヴィッチ・マッドナーによる開発で、正式名称は「TX-55 メタルギア」。
全長:3.25m、全幅:2.75m、全高:6.05m、体重:25t。装甲はタングステン装甲と特殊耐熱セラミック。1.5cmバルカン砲と20cmレーザーバルカンを装備し、右肩に当たる部分に多弾頭中距離ミサイルを2門装備している。『二足歩行によってあらゆる地形を走破し、あらゆる地点からの核攻撃を実現する』兵器。
核搭載二足歩行戦車というコンセプト自体は1964年にグラーニンによって考案されたが、当時GRUの大佐ヴォルギンはソコロフのシャゴホッドを優先した。その後のRAXAは、頭部にこそグラーニンの設計の痕跡が見られるものの、ソコロフの手による開発の結果、彼の得意とするロケット推進技術による移動方法が主軸となった。次いでヒューイによりグラーニンの発案をスピンオフしてピースウォーカーとZEKEとST-84という3機のメタルギア（ピースウォーカーはメタルギアの名前は冠してはいないが）が制作されたが、いずれもCIAの一部の独走や国家ではない私的武装組織での運用であり、歴史の表に知られることはないまま闇に葬られた。その為に、メタルギアという名が付く兵器が表の歴史上に登場するのは事実上アウターヘブン蜂起で登場した本機が初となり、その後の時代でもメタルギアの兵器としての形を決定づけた原型となったのはマッドナー教授が開発した本機として認知されている。厳重な警備システムに守られていたが、起動前に当時、まだ新米だったFOXHOUND隊員のソリッド・スネークによって破壊された為に、戦闘を一切経験することのなかったメタルギアでもある。なお、破壊された場合にはアウターヘブンの自爆装置が発動する仕掛けになっていた模様。
過去に開発されたメタルギアやAI兵器では、歩行能力は発射点を相手に悟られないことを目的としており、核弾頭を目標まで運ぶ手段にはICBMを用いる（核自爆を除く）ため、動く核ミサイルサイロという性質上どうしても巨大にならざるを得なかった。しかしTX-55から始まるコンセプトでは、メタルギア自身の歩行によって目標付近まで核を運び、SRBMのような小型の短距離ミサイルや汎用ミサイルを使って核を撃ち込むよう仕様を変更したことで、本機はメタルギアシリーズの核搭載二足歩行戦車としてのメタルギアの中では最小のサイズで収まった。スカルフェイスはかつてメタリックアーキアによって作成した安価な核爆弾を小型二足歩行マシンであるウォーカーギアとセットで販売し、現地までの輸送と撃ち込みを行う事を計画していたが、TX-55以降のコンセプトはこの構想を拡大して重装甲・重武装化させたものと言える。しかし、NPTやSTART I・START IIといった核軍縮条約の施工により、コンセプトの変更を迫られた結果、REX以降のメタルギアはさらに核搭載戦車というコンセプトそのものの変更を時代によって迫られるまでは一時再び大型化していた。
名前の由来は、いすゞ自動車が製造していた中-大型トラックである「TXシリーズ」から。
ファミコン版では、このTX-55は直接登場せず話題のみの登場であり、代わりにTX-55とアウターヘブンを管理するスーパーコンピューターを破壊する事になる。
『メタルギア』から分岐したパラレル作品の『メタルギア ゴーストバベル』では、アウターヘブン跡地に建造された武装要塞ガルエードの地下深くに、当時の残骸のまま保管されている。メイ・リンは「何かの記念碑みたい」、キャンベルは「失われた栄光、あるいは呪われた過去」と表現している。

### メタルギア改D
ザンジバーランド蜂起（『メタルギア2 ソリッドスネーク』）時に登場したメタルギア。TX-55と同じくマッドナーによる開発である。
武装としては、ガトリングガンとホーミングミサイルを装備している。左肩部には核ミサイル等を装備できる箱型の6連装ランチャーを搭載し、右肩部には2つの穴を持つ箱状の部品を搭載している。また60mmガトリングガンと機関銃を本体部に搭載しているほか、肩部のユニットを交換することで175mmカノン砲等も搭載可能という設定になっている。なお、発売後のPC雑誌の広告などにはミサイルランチャーをカノン砲とガトリングガンに交換したジオラマ風の写真も掲載されていた。
前回のTX-55は起動前に破壊されたが、今回の改Dはかなり早い時点で起動しており、初めて実戦で起動されたメタルギアとなった。グレイ・フォックスが搭乗してソリッド・スネークと交戦するが、脚部装甲が致命的に脆弱であり、そこをグレネードの投擲による攻撃で破壊された。

### メタルギアG
正式名称は「量産型メタルギア・グスタフ」。マッドナー博士によりザンジバーランドで開発される。
軽量化のため核モジュールが搭載されていない代わりにセンサー類が強化され、従来の戦車では行動の難しい局地戦において歩兵部隊の支援として用いる。ザンジバーランドで配備される計画だったが、結局実現しなかったため（データの容量の関係で没になったと説明書などで触れられている）、劇中では登場しない。しかし、この「メタルギアによる歩兵支援」という構想は後に月光という形で実現することになる。なお、海外のみでリリースされたFC版メタルギアの続編『Snake's Revenge』にはTX-55に酷似した量産型メタルギアが登場する（ただし、オブジェ扱い）。

### メタルギアREX
シャドー・モセス島事件（『メタルギアソリッド』）に登場。「メタルギア・レックス」と読む。2005年に、アメリカ陸軍（及びDARPA（国防高等研究計画局））とアームズ・テック社が共同で開発しており、アームズ・テック社は科学者ハル・エメリッヒ（オタコン）にTMD（戦域ミサイル防衛）用の撃墜弾体射出システムのプラットフォームと偽って設計させた。機体後部右側に撃墜弾射出用レールガンを装備する他、いずれもFCS（射撃統制システム）で制御された30mmガトリング砲（機体頭部両脇）、FEL（自由電子レーザー）砲（股関部）、対戦車誘導弾（両膝など）を装備している。
「撃墜弾射出用」とされているレールガンは、実際には核弾頭を射出することを目的としており、高い加速力によって砲弾として撃ち出した核弾頭を世界のどこへでも到達させることができる核砲弾射出システムである。原理的には大砲と同じであるため、ロケットを使用せずに核弾頭の大陸間到達が可能であり、噴射炎などを捉える既存の弾道ミサイル警戒システムでは探知できない。また、射出する核弾頭自体もレーダー反射断面積（RCS）低減や電波吸収素材（RAM）の使用など各種の撹乱技術が使用された新型であり、これらの特徴からオタコンは「ステルス核」と形容していた。他にも湾岸戦争の教訓から地中貫通型核弾頭となっている上、ロケットを使用しないのでコスト面でも優れている他、核弾頭の運搬手段がミサイルや爆撃機では無いために（詭弁まがいではあるが）戦略兵器削減条約に抵触しないと言われている。
機体自体の密閉性も高く、堅牢な最新式複合装甲を装備しているため高性能な成形炸薬弾くらいでなければ外部からの攻撃を通さないが、コクピットは窓などはない完全な密閉型となっており、操縦に当たっては機体後部右側のレドームに格納された各種レーダーやセンサーによって外部情報の収集を行い、それらで収集した情報をコクピットに投影するという一種のVRシステムを採用している。しかしオタコン自身の「人も兵器も弱みが無いと可愛くない」という美学から、レドームに一切の外部情報収集を依存しており、もしそれらが損傷した場合はコクピットを開口してパイロットが直接視認しなけばならないという弱点が意図的に盛り込まれた。
ただ、こうした弱点を抜きにしてもデータ上での性能はアームズ・テック社の誇張が含まれており、実際のレールガンの射撃精度は高くなく、オタコンは通常のミサイル・モジュールも装備されていたと述べている。加えて先述したレールガン用の新型核弾頭もあくまでシミュレーション上の仮想核実験などを通して開発されたものであり、それらを裏付けするためにシャドー・モセス島に本機を持ち込んでの模擬核弾頭発射演習が実施されるが、そのさなかに演習に参加していたFOXHOUND及び次世代特殊部隊の武装蹶起が行われたことが、シャドー・モセス島事件の発端となった。
劇中ではリキッド・スネークによって起動されてソリッド・スネークと交戦するが、グレイ・フォックスによってレドームが破壊される。それでもコックピットを開口した状態で戦闘を続行するが、コックピット内部のリキッドと計器を攻撃され活動を停止した。機体そのものが破壊されたのではなかったため、駆動系やレドームを除く装備はほぼ無傷だった。その後も事件の舞台であるシャドー・モセス島の格納庫内に放置されており、再びモセス島を訪れたソリッド・スネークと、オタコンの操作するメタルギアMk.IIIにより、輸送機ノーマッドの機内から制御プログラムをエミュレートして再起動、リキッド・オセロットの駆るメタルギアRAYと対決する。シリーズ中、プレイヤーがメタルギアを操作できるのはこれが初めてとなる。言うまでもなく本来は本機は白兵戦など想定はしておらず、ましてや同等の相手（しかも対メタルギア兵器であるRAY）と、直接戦闘をするシステムなど本機の設計理念や目的を考えれば通常ならある筈もないのだが、ロボによる白兵戦というオタク魂を燃やした開発者のオタコンの独断で、秘密裏に体当たりや胴体関節での噛み付き、至近距離からレーザーやミサイルを乱射するといった近接格闘用の動作が開発段階でプログラムされており、RAYほどの跳躍力ではないが多少の高さのジャンプをすることも可能。対メタルギア兵器であるRAYとの決戦にも勝利したが、戦闘終了後に完全に機能停止した（メタルギアMk.IIIと本機の接続が解除されたのと本機のプログラムが限界を迎えたため）。量産化の際は、基本的に陸戦兵器であるメタルギアの特性から、アメリカ陸軍に配備される予定だった。
REX計画は愛国者達にも極秘で進められていた為に、計画が明るみに出た際に愛国者達の反感を買い、計画を裏で主導していたジム・ハウスマン国防長官も事件後に逮捕された上で自殺に見せかけて暗殺され、同じく計画を主導していたDARPA局長ドナルド・アンダーソン（シギント）はオセロットの手で、アームズテック社社長ケネス・ベイカーも「FOXDIE」によってそれぞれ抹殺されている（シギントはオセロットが自分の正体を隠す為の口封じでもあったが）。さらに当時の大統領であったジョージ・シアーズ（ソリダス・スネーク）は、密かにオセロットを使ってREXや模擬核弾頭の演習データを手に入れようとした為に、事件後には大統領の座を追われた。他にも事件に関わった者達も次々と閑職に追いやられ、或いは組織から完全に辞任させられた（『MGS4』の時点まで実に9年間も本機がそのまま放置されていたのは、事件収束後の時点で責任者と言える立場の人間が全員死亡、あるいは闇に葬られていたからである）。
1964年のソ連において、核搭載二足歩行戦車の発案者であるグラーニンによって、本機と姿が酷似する二足歩行戦車の設計図が登場しているが、この草案が直接本機の開発に繋がっているかは作中でも明らかにされてはいない。ただし、技術情報そのものは1964年の「スネークイーター作戦」以降にアメリカへある理由から2つのルートアメリカに渡っており、1974年頃にオタコンの父・エメリッヒ博士（ヒューイ）が、本機に酷似したメタルギアZEKEやサヘラントロプスをグラーニンの技術情報をほぼそのまま流用して開発している事から、本機もグラーニンの技術情報かつZEKEやサヘラントロプスをベースに開発された可能性が高い。また、実際にREX計画を主導していたDARPA局長のドナルド・アンダーソン（シギント）は、GZからの9年でヒューイと裏で何らかの繋がりを持っていたらしい事がMGSVの会話テープで明かされている為に（スカルフェイスの下でサヘラントロプス建造に着手する前は、ヒューイは彼の下でAIの研究に携わっていたと説明されているので、この時期に繋がりを持った模様）、本機を建造する際に用いられたメタルギアの技術情報や研究データは元々、ヒューイから提供されたものだった可能性も高い。
同時に本機はグラーニンが構想した「核搭載二足歩行戦車としてのメタルギア」の、作中に登場した機体の中では事実上の最後の世代にあたる機体である（これ以降メタルギアは核搭載戦車という形から完全に逸脱した派生や進化をしていく）。
シャドー・モセス島事件からマンハッタン沖タンカー沈没事件の間の出来事を描いた『メタルギアソリッド モバイル』では、完成形となる2機目が新たに開発されるが、これはシミュレーション上の設定であって実際に2機目のREXが存在する訳ではない。起動や対決はなく単なるステージ中のオブジェ扱いとなっている。
スネークがゲスト出演を果たした任天堂の『大乱闘スマッシュブラザーズX』でも、対戦ステージ「シャドーモセス島」に登場。背景の一部として壁を破壊して出現し、ファイターたちがいるエリアにレールガンやレドームを向けてくる（攻撃はしてこない）。観賞用フィギュアも登場している。さらに『MGSPW』には『モンスターハンター』とのコラボにより、本機をモチーフにした「核竜 ギアレックス」なるモンスターが登場する。
コードネームの「REX」の由来は、第二次世界大戦中に連合国側が日本の戦闘機「強風」に対して与えたコードネーム「Rex」から。

### メタルギアRAY
マンハッタン沖タンカー沈没事件、ビッグシェル占拠事件（『メタルギアソリッド2』）時に登場。「メタルギア・レイ」と読む。2005年のシャドー・モセス島事件によってメタルギアの存在が公となり、世界中で開発されはじめたメタルギアの「亜種」、特に第三世界の国が持つメタルギアに対抗すべく、アメリカ海兵隊の下で極秘裏に開発された。
水陸両用型で海兵隊が得意とする沿岸部からの奇襲攻撃を想定した設計となっており、搭載したJTIDS（統合戦術情報分配システム）によって非常に高い索敵能力を有している。その索敵能力と圧倒的な火力を持つ武装から、開発当初は空母の戦略価値が低下するとまで言われており、アメリカ海軍から圧力もかけられていた。先述したように本来は対メタルギア兵器となるはずだったが、アーセナルギアや後のアウターヘイブンを護衛するメタルギアとして量産されることとなった。
武装は、両膝に装備した3連装対艦・対戦車用ミサイル、背部の6連装小型ミサイル、両腕部の機銃、頭部口腔内に内蔵した水圧カッター（使用には海水等を補給する必要がある）など。また試作型のみ、小型ミサイルを搭載した子機を複数搭載しており、射出した子機からミサイルを一斉発射して広範囲を攻撃する能力を持つ。試作型は単座の有人機であり、バミューダ海域での演習を行なった後に無人機である量産型を製造配備する予定だった。量産型は後にアーセナルギアへの配備のためにビッグシェル深部にて製造されている。量産型はテレイグジスタンスと自立制御システムを併用した完全な無人機であるが、量産化の際に試作型と比べ仕様が一部変更されており、無人機となった以外に、カメラがツインアイタイプからモノアイタイプへ変更され、頭部側面にバルジが追加されている他、尖っていた膝は平らになり、カラーリングもグレー系の迷彩から茶色へ変更され、尻尾も短くなっている。
装甲は最新式のセラミック・チタン系複合装甲で、装甲の表面と内部に伝導性ナノチューブ等の単純なセンサー群が張り巡らされている（装甲の表面には塩基配列のような六角形の模様がうっすらと入っている）。各部の自己診断システムが装甲の状態変化を検知し、損傷の度合によっては、区画閉鎖や予備回路への切替え等のダメージコントロールを反射的に行うことができる。また装甲が破損した場合は、破損部付近の分泌孔から赤いナノペーストを分泌し、ある程度の自己補修を行うことも可能。本機が膝などの弱点を攻撃された際、損傷部位から血を流すように見えるのはこのためである。被弾した際などに甲高い咆哮のような音を出すが、これは金属部分が摩擦で軋む音である。駆動系は従来の機械駆動式、油圧駆動式ではなく、通電によって伸縮する高分子繊維を用いた人工筋肉のアクチュエータを導入している。これにより、1種類の駆動系で複数種類の動きが可能になるため、迅速で複雑な動きを滑らかに実現でき、REXに比べて動作がスムーズで生物的になっている。ただし、致命的ダメージではないものの脚部に被弾すると一時的に動きが止まる弱点があり、さらに本当の弱点がある水圧カッター部分を覆う装甲が開口する欠点もある。最も無人型は大元のAIとネットワーク接続されているため、AIがネットワーム等で破壊されると無人型の制御まで異常を引き起こし、暴走もしくは活動停止になる事が欠点といえる。
劇中では試作型が2007年のマンハッタン沖タンカー沈没事件にて初登場し、先述したようにバミューダ海域での演習を行うべく偽装タンカーによって輸送されていたが、リボルバー・オセロットやセルゲイ・ゴルルコビッチ大佐率いる私兵部隊によってタンカーが襲撃され、最終的にゴルルコビッチを裏切ったオセロットによって強奪された。その後の2009年4月のビッグシェル占拠事件では量産型に加えて試作型が再登場し、リボルバー・オセロットがソリダス・スネークが搭乗したハリアー2を救出する際やアーセナルギアから脱出する際に使用している。アーセナルギア内に配備されていた量産型は、ソリダスの手によって雷電に差し向けられ、シリーズでは初の「複数のメタルギア」との直接対決となる。劇中ではこの戦闘で複数が撃破されるもなお多数が残存していたが、接続されていた光ニューロAI「G.W.」がエマ・エメリッヒ・ダンジガーのワームクラスターによって解体・機能停止したことで制御に異常をきたして暴走してしまい、ソリダスによって3機が撃破された。
『MGS4』では量産型と同デザインの有人型が「OUTER HAVEN」のマーキングを施されて登場し、リキッド・オセロットの操縦でソリッド・スネークの駆るREXに戦いを挑んだが、激闘の末に撃破され、メタルギアの亜種に対抗するメタルギアでありながら同じ国のメタルギアに敗れる形となった。また、アーセナルギアの改良型であるアウターヘイブンにも頭部センサーがモノアイ型からゴーグル型に変更した無人型が搭載されており、3機以上が最終決戦でメイ・リンが艦長を務めるアイオワ級戦艦「ミズーリ」に迫るも、少なくとも1機がミズーリの主砲の至近距離射撃で撃破された。それでも1機がミズーリの艦橋に迫るも、最終的に「G.W.」が機能停止したことで活動停止し、海に転落して沈んだ。
メタルギアの一種であるが、上記の通り対メタルギア用に開発された兵器の為に核は搭載されていない。本機をロシアを再興するための切り札と見なしていたセルゲイ・ゴルルコビッチは冷戦でアメリカに敗北した歴史的経緯から、私怨も絡んで本機を「我々ロシア人が生み出した技術の盗用」と決めつけていた（メタルギアの草案はグラーニンなので、完全に間違った指摘ではない）。
REXと同じく『大乱闘スマッシュブラザーズX』に登場している。
コードネームの「RAY」の由来は、マンタレイ（オニイトマキエイ）、また、第二次世界大戦中に連合国側が、日本の零戦を別の戦闘機または零戦の発展型と誤認して与えたコードネームである「Ray（零）」から。

#### 改造型メタルギアRAY
『ライジング』に登場する、デスペラード社によって改造された無人型。機体の配色はデスペラード社のコーポレートカラーである黒と赤を基調としたものとなっており、カメラは複眼タイプ。
脚部の人工筋肉がCNT筋繊維へと置き換えられたことや排熱機構の小型化に伴いスペースに空きができたことで、背部から発射されるミサイルを除き、武装が大幅に増設されており、両肩部・両大腿部の4箇所に機銃を装備し、左腕部には多目的榴弾の発射機構、右腕部には近接戦闘用のブレード変形機構を持つ。また、従来機にあった頭部の水圧カッターはプラズマ砲に改修されている。

### アーセナルギア
ビッグシェル占拠事件（『メタルギアソリッド2』）時に登場。アメリカ海軍主導の下、アーセナルシップ計画の構想を受けて、海上除染施設ビッグシェルの最深部において、ビッグシェルの基底部に偽装されながら開発されていた。メタルギアシリーズ史上最大のメタルギアであり、ビッグシェル（大きな貝）とは、本機の形状を指す暗喩だった。「メタルギア」に分類されるが、歩行用の脚は持たず、移動手段は水中航行のみ。護衛として数十機の量産型メタルギアRAYを配備する。内部の各区画は内臓に因んだ名称で当てられており、胃、上行結腸、回腸、直腸、S状結腸、空腸と分類され、直腸は複数のメタルギアRAYが戦闘できる広さがある。また、胃にはシャドー・モセス島にあった医務室と構造や備品の配置が同一の部屋がある。
本機自体も核弾頭、純粋水爆（これはオセロットがでっち上げた架空兵器で､実際には搭載どころか開発すらされていない）を始めとした数千発以上に及ぶ大量のミサイル兵器を搭載しており、その名の通り「動く巨大火薬庫（アーセナル）」である。ただし、長期的な活動のためには陸・海・空の三軍による支援が不可欠で、ソリダス・スネークは「補給なしではただの巨大な棺桶」と評した。
中枢部に大規模情報統制装置機構として光ニューロAI「G・W」を搭載している。「G・W」の名称はアメリカ合衆国初代大統領ジョージ・ワシントン（George Washington）から取られている。これを開発したのはオタコン（ハル・エメリッヒ）の義妹のエマ・エメリッヒ・ダンジガーであり、本機そのものを司っているG・Wを停止させることが出来るのも開発者である彼女だけだった。
本機は他のメタルギアと違い、地形に囚われない核兵器の自由発射等による軍事制圧が主目的では無く、「愛国者達」の言うところの「真実の濾過作業」を実行する重要な機構であるG・Wを護る役割を持つメタルギアだった。その為に、最早戦車という概念すらも超えてその設計ベースは戦略空母である。ビッグシェル占拠事件では、コンピュータウイルスによって暴走、マンハッタン島のニューヨーク市街へと突入しフェデラル・ホールに衝突した。この事件をきっかけに、アメリカ世論は政府（軍）に対して不信感を募るようになり、PMC需要拡大へとつながる。

#### アウターヘイブン
ガンズ・オブ・ザ・パトリオット事件（『メタルギアソリッド4』）時に登場。アーセナルギアの発展型巨大戦艦。「愛国者達」が所有していたアーセナルギア級の一隻をリキッドが奪取、改造したもの。
アーセナルギアと同様、潜水能力を有するが、比較的潜水艦に近いデザインをしている。全長は630mという巨大さを持つ。中央の司令塔にかけて設けられたカーゴベイには、愛国者達のシステム管理下にないメタルギアREXから持ち去ったレールガンと管理外の核弾頭を搭載し、衛星軌道への核攻撃が行える（本機自体には元々核は搭載されていなかった模様）。通常兵器としては、多数の対艦ミサイルを搭載する。側面には埋め込むように格納された量産型メタルギアRAYを複数機格納、内部にも月光、仔月光、各PMCから選り優ったヘイブン・トルーパー達が相当数配備されている。船体そのものがオクトカムで擬装可能となっており、シャドー・モセス島沖に出現した際には司令塔部分にラシュモア山の歴代大統領頭像を摸したソリダス、ソリッド、リキッド、ビック・ボス（ネイキッド）の頭像がデザインされていた。
『MGS2』でエマのワームクラスターによって破壊されたアーセナルギアの「G・W」を回収（システムそのものは破壊されておらず、細かに分解されただけであった）、修復した物が搭載されている。リキッド・オセロットは復旧させた「G・W」を愛国者達のAIネットワーク内に忍び込ませ、愛国者達のAIネットワークに感づかれずにシステムに干渉する「ヘイブン」としていた。
中枢区画で「G・W」が存在するサーバールーム、通称「墓地」への通路にはマイクロ波の一種を照射する指向性エネルギー兵器が設置されている等、アーセナルギア以上に厳重な防護が施されている。その一方で、空間映像においてはアーセナルギアではふんだんに多用されていたが、ヘイブンでは中枢部分の特に重要な部分のみに用いる程度にとどまっている。

### 月光
アームズ・テック・セキュリティ社（旧アームズ・テック社、以下ATセキュリティ社）製の無人二足歩行兵器。正式名称（製品名）は「IRVING」（アーヴィング）。『MGS4』に初めて登場する。
「月光」という名称は、大日本帝国海軍の夜間戦闘機「月光」からであり、連合軍側からのコードネームは「IRVING」（アーヴィング）であった。これをオールド・スネーク達は「月光」の発音にちなんで「GECKO（ヤモリ）」と呼んでいた。使い勝手の良さから軍だけでなく多くのPMCにも採用されており、2014年の時点で戦場での実働台数は既に戦車を上回っているなど、白兵戦や市街戦の主流兵器となっている。
武装によって様々なバリエーションがあり、メタルギアの技術から作られた兵器である事と、歩兵と兵器をつなぐ歯車の意味から「メタルギア月光」と呼ばれる事もあるが、核搭載オプションはメインではなく（一応戦術核なら搭載可能らしいがあまり重視はされていないようで、実際にシリーズ中でも使われてはいない）、核搭載二足歩行戦車という従来の兵器の分類で定義するならば従来のメタルギアではない。ただし、『MGS4』以降の時代の戦争ではそもそも核搭載二足歩行戦車、つまりREXらのような抑止を目的とした従来の戦略兵器としてのメタルギアの需要自体が既に消滅しており、これが新しい時代における兵器としてのメタルギアの新しい形なのである（実際にオタコンによると、この頃にはメタルギアとは既に月光タイプを指すようになっているらしい）。
機体は全高5メートル前後の大きさで、RPG等にも耐える堅牢な装甲を持ち、屋内での掃討なども視野に入れ、軽量化と高機動化がなされている。脚部を折りたたんだ状態ではトラックでの輸送も可能。胴体上部と股間部に通常のダンボールなどの中身を透視できる高度な赤外線メインカメラが搭載されて、広い視界を確保している。ただし医療器材用ダンボール箱や（穴の開いていない）ドラム缶のような赤外線を遮断する素材で出来たものは内部の透視が出来ない。歩兵に随伴、協働できる能力持ち、自律行動で作戦を遂行することも可能。セミや低い牛の鳴き声のような作動音を立てながら活動するが、これは平和的な動物の鳴き声を再現するような設計となっており、敵兵に戦場での警戒心を低下させる狙いがあった。担当する区域を制圧すると、蓄積した乳酸である緑色の液体を排泄するかのように股間から落としてマーキングを行う。脚部は有蹄類特有の胚性幹細胞を遺伝子操作して作り出した生体部品で、広い稼動範囲と柔軟な動作を実現している。壁の凹凸を掴んだり、壁面に突き刺すことで高い場所によじ登ることができ、市外をブロック単位で跳躍するなど、三次元方向の機動性も有し、近接戦では足を用いた蹴りと投げ技、体当たりも繰り出す。ただし、生体部品である脚部は装甲が薄く、麻酔銃で撃たれたり、大きなダメージを受けると一時的に歩けなくなる。長期間使用されなかったり極低温地帯に置かれたりすることを想定して、生体部品を保護するための冬眠機能が搭載されている。中距離では前部に装備している機銃を使用する他、ボディ側面に12.7mm重機関銃や対空ミサイル、対戦車ミサイル、発煙弾発射機などを搭載できるハードポイントがあり、ここに仔月光を搭載することも可能。さらに爆薬を搭載した「自爆型」や、対戦車ミサイルなどを容易に防ぐ「アクティブ防護システム搭載型」といったバリエーションも存在する。ワイヤー状のマニピュレーターを装備しており、落ちているタバコを摘んで拾い上げる繊細さと、掴んだ人間を引き倒すほどのパワーを兼ね備えている。
『MGR』の時代ではサイボーグ技術の進歩もあって、生体部品がCNT（カーボンナノチューブ）筋繊維による高出力の燃料電池一体型人工筋肉に換装され、さらに自己修復ユニットも搭載するなど、『MGS4』の頃から大幅に改良が進んでおり装甲を含めて全体が強化されている。雷電の特殊作戦用義体と専用高周波ブレードによる斬奪が成功すれば、CNT筋繊維中の燃料電池用電解質やボディに内蔵された自己修復用ナノペーストを月光からも奪い取ることが可能。ただし人間兵士による高度な状況判断と、メタルギアすら超える高い運動能力・戦闘能力の実現を可能にしたサイボーグの登場で、既に「歩兵と戦車を繋ぐミッシングリンク」はサイボーグに取って代わられつつあり、月光タイプのメタルギアの需要すら低迷している。
REXやRAYと同じく『大乱闘スマッシュブラザーズX』でシャドーモセス島の背景オブジェクトの1つとして登場。またフィギュアも存在している。

### メタルギアMk.II
ガンズ・オブ・ザ・パトリオット事件（『メタルギアソリッド4』）時に登場する。「メタルギア・マーク・ツー」と読む。オタコン（ハル・エメリッヒ）とサニーが共同で開発製作した小型メタルギア。シリーズ中に登場したメタルギアとしては最小である。ボディは黒色。本機はスネークのサポート用に開発されたあくまでも『遠隔機動端末』であり、そもそも兵器ですらないのだが、製作者のオタコンは大量破壊兵器開発に加担した過去への戒めとして、あえてメタルギアの名を継承させている。作中では、スネークとオタコンとの通信用ターミナルとしてだけではなく、情報収集や端末へのハッキング及び操作、装備品の運搬や偵察、ホストのコンディションチェック、マップの表示やオクトカムの切り替えなどのサポート全般も行なっている。
人間が抱えられる程度の大きさと重量で、車輪つきの脚で歩行、走行する。歩行制御にはCellプロセッサが使われている。胴体上部には伸縮式の小型カメラ、右側には折りたたみ式のモニターを備え、左側には端末コネクター、マニピュレータを持つ。マニピュレータは敵を気絶させるスタンガンを兼ねる触手状のコードで、スイッチのON、OFFやトラップの解除、ノックや端末にアクセスしてハッキングなども可能。カメラとモニターを利用してオタコンとリアルタイムで連絡が持てる他、胴体内部に小物を収納して運搬したり、銃程度の荷物なら引きずって運ぶこともできる。機体を透明にするステルス迷彩も備えており、DUALSHOCK 3と同じ形状のコントローラーで操作して、偵察機としても利用できる。電波の有効範囲は約50m。
小島秀夫作品の『スナッチャー』に登場した同名のロボットがモチーフ。『スナッチャー』に登場したメタルギアMK.IIは頭脳を搭載し、状況を音声で説明する事や、人間と同等の会話をする事もできた。開発目的も『MGS4』と同じく平和利用だった。
名前の由来はオタコンがREXに続いて開発した「二番目のメタルギア」であることから。『スナッチャー』では対応機種のひとつPC-8801mkIISRが由来であり、実際にPC88版では「メタルギアmk.II（SR以降）」と紹介される。同時に（初代『メタルギア』から続く）「二番目のメタルギア」という意味も内包しており、MGS4における由来の元となっている。
PlayStation 3用情報配信ソフト『まいにちいっしょ』の『トロ・ステーション』では、小島秀夫の色紙と共にメタルギアMk.IIの人形が『まいにちいっしょ』の装飾用アイテムとしてプレゼントされた。

#### メタルギアMk.III
メタルギアMk.IIの予備機。「メタルギア・マーク・スリー」と読む。機能上は Mk.IIと同等だが、塗装が異なり赤で塗装されている。普段は本拠地である輸送機「ノーマッド」のスーパーコンピュータ「ガウディ」と、分散コンピューティングを行う為に使用されており、Mk.IIに比べてより高い演算能力を持つ。
Mk.IIはリキッドらの哨戒艦艇に侵入して偵察に用いられたが、ナオミに発見されてしまいヴァンプに破壊されている。その為に、途中からMk.IIIがスネークのサポートの為に急遽使用される事になった。最終決戦では、オタコンは本機を使ってアウターヘイブン内のG.Wのサーバーにスネークの援護を受けながら潜入してアクセスし、サニーがナオミから渡されたプログラムをエマのワームクラスターに落とし込んで作成したウイルスプログラム「FOXALIVE」を送りこみ、J.D（ジョン・ドウ）を初めとした「愛国者達」の代理A.Iネットワーク全体を崩壊させた。
事件収束後に無事に帰還したMk.IIIはメリルの結婚式の折、現地の少年と仲良くなったサニーが少年へのプレゼントにしようとしていた（オタコン自身は、本機の製作費を考えると血の気が引いたと小説版でコメントしている）。

## スピンオフ作品に登場するもの

### メタルギアRAXA
サンヒエロニモ半島事件（『ポータブル・オプス』）時に登場。「メタルギア・ラシャ」と読む。シャゴホッドの開発者ソコロフによって、中米サンヒエロニモ半島で、弾頭搭載型と性能試験用モデルが製造された。左右の翼に搭載されたロケットの推力で飛行する。四本の脚もついているが、これは旋回程度の動きしか出来ない。装甲は90~10mmの均質圧延装甲とアルミ合金で、防御力は低く弱点の一つとされている。ホーミングミサイル9M14Sを8機とM134ガトリング式機関銃を1つ搭載する。ジーンは、「FOX隊員でサイキック能力者のエルザが、戦闘的でより能力に優れるウルスラの人格にある時に超能力で補助しながら操縦することで、その能力が充分に発揮できる」としている。スネーク達が辿り着いた時にはいつの間にかスコウロンスキー大佐が乗り込んでおり、ジーンらに対して銃撃するもすぐに動かなくなり、スネークに同行していたエルザがジーンによってウルスラとして目覚めさせられた事で「兵器とは思えない動き」と共に再稼働。ウルスラがESPでスコウロンスキーを振り落として搭乗し、スネークと激闘を繰り広げた末に破壊された。
「RAXA」は実験機の名称であり、弾頭搭載型はソコロフやジーンから大陸弾道メタルギア（Intercontinental Ballistic Metal Gear、略してICBMG）と呼ばれていた。当初はRAXAが本命のメタルギアと思われていたが、破壊後に現れたソコロフ自身から弾道メタルギアの存在が語られる。
名前の由来は羅紗（ラシャ/RAXA）という高級繊維であり、大日本帝国陸海軍及び自衛隊の正装や大礼服に用いられたりしている。

#### 弾道メタルギア
実験機であるRAXAの弾頭搭載型。ロケットで軌道を飛行し世界中あらゆる国の領内に侵入することが可能。目標上空の大気圏外まで固体ロケットモーターで飛翔し再突入、自由落下を行った後に高度900メートルからロケットとメタルギア本体が切り離され、パラシュート降下、着地後に搭載した小型核弾頭を発射する移動式砲台。通常の弾道ミサイルとは異なり、MIRV（多弾頭独立目標再突入ミサイル）に似た設計思想を持っているとされる。
作中では発射時にロケットとの接続部へ2発のRPG-7と銃撃を受け、大気圏外で機体から部品が崩落。ノズルからの不規則な噴射が誘発されて姿勢を崩し、適切な突入角度を維持できずに再突入時に燃え尽きた。

### メタルギアEXCELSUS
『メタルギア ライジング リベンジェンス』に登場する大型多脚歩行戦車。「メタルギア・エクセルサス」と読む。その脚部は近接攻撃用の大型ブレードを持つ2つの腕部と、巨大な体躯を支え、壁面をよじ登る程の強靭なパワーを持つ6つの脚部から成っている。なお、REXやRAYと同じ有人機であるが、コックピットは頭部ではなく胴体後部に設置されている。開発は月光等と同じくATセキュリティ社。
メタルギアの名が冠されているが、これはあくまで商品名であり、核兵器搭載能力は無い（上記した通り、戦争が完全に経済活動が目的の非対称戦争に移行した時代において必要とされているのは戦術兵器としての能力であって核搭載能力は必要とされなくなっており、まず本機のような大型兵器の開発自体が久しぶりの事である）。「エクセルサス」とは「至高の」という意味であり、また恐竜のアパトサウルスの一種の名前でもある。
こういった機動兵器は昨今では小型化の傾向にあったが、月光のサイズでは「家の中に進入するのには大きすぎ、家を踏み越えるのには小さい」、人型でありながら小型兵器と同等の戦闘力を持つサイボーグに対しては思考能力の面で太刀打ち出来ないという問題が発生してしまい、サイボーグの普及によって小型無人兵器化したメタルギアの需要すら低迷しつつあった。そこで発想を逆転し、高い防御力で攻撃を防ぎつつ搭載兵器の大火力によって敵を圧倒することが可能な大型機として開発されたが、その為に2～3階程度の建物なら踏み潰して前進することが可能であるなど、市街戦における一般住居の損壊や民間人への人的被害等の問題については元より考慮されていない（一応、そのゆっくり歩く巨大な姿を見た一般市民は皆一様に逃げ出すであろう事から、爆撃機による爆撃よりは一般市民の死傷者は限りなく抑えられると目されてはいる）。しかし、その開発構想や運用目的から悪い意味でもその方面ではニュースになり、やはり当初はなかなか買い手がつかなかった模様。
攻撃方法は主に頭部両脇に搭載された2門の主砲による砲撃、腕部を変形させた大型ブレードによる斬撃、更にその巨大な体躯を用いた踏み潰し攻撃等が挙げられる。
作中ではデスペラード社が所有している赤と黒の専用カラーの機体が登場する。スティーブン・アームストロングが搭乗しパキスタンのシャバッサバード基地において雷電との死闘を繰り広げるも、最終的に雷電に片腕をもぎ取られて自身のブレードで切り刻まれる形で倒されてしまい、最後はアームストロングと雷電の戦闘で跡形もなく粉砕されて大破した。

## パラレル作品に登場するもの

### メタルギア2
『Snake's Revenge』に登場する、量産型の母体といえる新型メタルギア。『メタルギア2 ソリッドスネーク』のメタルギア改Dに相当するが、TX-55の改良版らしく、外見もTX-55に似ている。前作にあたるFC版『メタルギア』と違って登場はするものの起動はしておらず、本家同様に間接的な対決となる。今作ではリモコンミサイルで遠方から破壊する。

### メタルギアガンダー
『メタルギア ゴーストバベル』に登場する新型メタルギア。開発チーフはまだ子供のジェイムズ・ハークス。デザインとしては、REXとRAYのそれぞれの特徴を併せ持ったような姿。おびただしい量のミサイルと遠隔操作で攻撃するウィスプと火炎放射器、バルカン砲を装備し、レールガンが二門も搭載されているが（REXと異なり、命中精度は高い模様。実際に模擬弾頭をアメリカ本土の核実験場に命中させている）、ガンダーの武装のなかで最も重要なのは、人工衛星に装備された核ミサイルの発射装置であり（これもひとつのメタルギアの一種といえる）、ガンダーからの電波送信によって迎撃されることなく世界中の至るところを核攻撃できるという性能を持つ。脚部が弱いのは『メタルギア』や『メタルギア2 ソリッドスネーク』の時と同様であるが、脚部を破壊されてもなお戦闘を続行できるほど、本体は堅牢。アウグスティン・エグアボンこと「将軍」が乗り込み、スネークとの戦闘の末に敗北。機能停止したかに見えたが、ブラックアーツ・ヴァイパーによって衛星の核ミサイル発射装置を起動される。しかし発射前にヴァイパーを倒したスネークに発射命令を解除され、阻止された。
機体サイズはREXやRAY同様とみられ、格納庫の搬出用の扉の大きさ等から巨大さがわかる。
名前の由来は、大日本帝国陸軍の軍用グライダーである「四式特殊輸送機」から。連合軍側のコードネームは「Gander」（ガンダー）。
ガンダーとは鵞鳥を意味する。

### メタルギアKODOQUE
『メタルギアアシッド』に登場した新型メタルギア。「メタルギア・コドク」と読み、「蟲毒の儀式」からとられている。巨大複合企業BEAGLEがウィリアム・F・フレミング博士に命じ建造させたもので、「ピュタゴラス」のコード名で呼ばれている。機体の両肩に装着される2対の装甲板で身を包み、待機状態や非戦闘時は「足の生えたドラム缶」のような形状をしており、偵察衛星に捉われないよう機体上部に限りステルス迷彩が施されている。戦闘時には装甲板を左右へ展開させ、直立状態に近い縦長の本体が露出する。装甲板下部には小型ミサイル発射装置が搭載されており、この部分が装甲板の弱点となっているがミサイルが防御も兼ねているため、ミサイル発射態勢に入って発射口が剥き出しになった状態でなければダメージを与えることは出来ない。この装甲板を両方破壊されると、お辞儀のような姿勢で頭頂部から大型レーザーを発射する攻撃に切り替える。このレーザーの発射口こそKODOQUEの弱点である。
当初は事件中においても核発射は想定されていなかったが、事件の首謀者であるNo.16がスネークを操り、BEAGLEを慄かせる目的でアメリカへの核攻撃を画策し、更にそれを全て「狂った科学者であるフレミングの仕業」に仕立て上げようとした為に反抗したフレミングが起動させる。No.16の憧憬の対象だった南太平洋の島への核発射を試みるが、正気に戻ったスネークと機内に乗り込んだテリコに内外からの攻撃を受け破壊される。しかし、ネオテニー（詳しくは『メタルギアアシッド』の項目を参照）が操縦・制御することを前提にして設計されていたため、作中でその本領を発揮することはなかったとされる。その後は鹵獲された末にストラテロジック社の手に渡り、『メタルギアアシッド2』にて改修された姿で再び登場するが、スネーク（『アシッド1』とは別人）とヴィナスによって再び破壊される。
シリーズとしては初のラストボスであるメタルギアである。

### カイオト・ハ・カドッシュ
『メタルギアアシッド2』に登場した新型メタルギア。名前はヘブライ語で大天使「メタトロン」の意味。劇中では第3世代と呼ばれていた。「戦闘においての勝利とは、敵陣地を占領すること」という概念を念頭におき開発された、REXのレールガンやRAYのレーザー、KODOQUEの光学兵器「乙」などを全て搭載しており、劇中の主人公と同じくナノチップエキスパンションを使用しているため、カードを使った戦闘が可能。搭載した中性子爆弾によって敵都市の「生物」を死滅させた上で、護衛として随伴させる人型サイズの生物兵器（生体兵器／動物兵器）を指揮して制圧を行う。
事故死した開発者コペルソーンの妻「ルシンダ・コペルソーン」の人格を模し、さらにそれを乗っ取った自我を持つAIが制御を行うことで本来の性能が発揮される。当初はルーシーという少女として行動していたが、その真の肉体はカイオト・ハ・カドッシュの機体そのものであり、前述した生物兵器「被験体」を統率する立場として彼らから「クイーン」とも呼ばれる。当初は開発者であるトマス・コペルソーン自身が操縦していたがスネークらに追い詰められ、真の性能を発揮するべくルーシーと一体化。しかしルーシー自身に芽生えていた自我がコペルソーンに反逆して彼を殺害し、独自の意思で行動を始める（コペルソーンが起こした反乱すらも、機体との一体化を目論むルーシーが仕組んだものだった）。シリーズ初の「自我を持ち、言葉を話すメタルギア」である。
最後はスネークとヴィナスによって破壊され、ルーシーも分離・死亡した事で機能を停止したものの、基地内に閉じ込められたスネークが脱出する際にも用いられた。

## メタルギア以外の兵器

### シャゴホッド
ヴァーチャスミッション、スネークイーター作戦（『メタルギアソリッド3』）時に登場。ソ連の秘密設計局OKB-754（ソコロフ設計局）にて、ニコライ・ステパノヴィッチ・ソコロフが設計開発を行った核搭載型戦車。「シャゴホッド」（ШАГОХОД）はロシア語で「一歩一歩踏みしめるもの」を意味し、厳密に発音すると「シャガホートゥ」となる。
開発自体は1961年から始まり、試験調整のフェイズ1は1964年8月24日にKGBの手によりツェリノヤルスクにて、最終調整となるフェイズ2はGRUに奪取された後、エヴゲニー・ボリソヴィッチ・ヴォルギン大佐が管理する要塞・グロズニィグラードにて行われた。実戦配備前の状態だったため、機体には共産党指導の象徴である赤い星と共に英語のPrototype（試作機）に相当する「Прототип（プラタティープ）」と記載されている。
その運用思想は後に登場するメタルギアにも繋がるが、二足歩行戦車ではなく、機体下部にある2本のドリルを回転させることで移動する機体であり、運用思想以外はメタルギアとは完全に別系統の兵器である。メタルギアと並行して当時のソ連で正式採用を巡って開発競争を行った結果、最終的にはこの当時のソ連ではメタルギアではなく本機が採用され実機が開発された。しかしながら、本機の開発成功と運用失敗が、後のメタルギアの開発や運用に影響を与えている。
乗員:2名、全高:8.2m、全幅:6.4m、全長:22.8m、重量:152.5t、最高時速（ブースター未使用時）:80km、最大航続距離:650km。主武装として、後部ユニットにRSD-10 ピオネール 中距離弾道ミサイル (IRBM) を1基搭載するランチャーを、前部ユニットにDShK38 12.7mm重機関銃が2門、同対空機関銃を1門、9M112コブラ対戦車誘導ミサイルを発射する9K112ランチャーを6門、大型の100銃身機関銃を1門装備している。格納庫だったグロズニィグラード中央棟を破壊した爆発に巻き込まれても正常に作動する耐久性があり、装甲は携帯対戦車火器であるRPG-7の直撃にも耐える剛性を有している。
基本的な移動手段は、前部ユニットの両側面部にある一対の油圧式シリンダー型脚部に取り付けられているドリルで、これを回転させて推進力を発生、後部ユニットを牽引して移動する。後部ユニットはホバークラフトのような形になっており、ロケットエンジンはミサイル発射時と緊急時以外には使用しない。単一の機体で完結しているメタルギアと違い、このように機体構成が大きく2つに分けられている点も特徴といえる。ドリル部は突き立てるようにしてまるで歩行するかのように機体を引きずることもでき、前方ユニットを起こして上半身とし、後部ユニットを下半身にしてドリル部分による打撃攻撃を行うこともできる。作中ではビッグ・ボスにより鉄橋ごと爆破され、落下した際に後部ユニットが切断され前部のみで稼動。しかし切断面が弱点となり、RPG-7を複数回にわたって撃ち込まれたことにより破壊された。
元々はあらゆる地形で核ミサイルを発射できる核搭載戦車として開発が始まり、弾道ミサイルを搭載させた時に既存の弾道ミサイルはシャゴホッドにとって巨大過ぎると言う問題が出てきた。大陸を跨ぐ程の長大な射程をミサイルが得るには通常、推進用の巨大なブースターが不可欠であり、そのためICBM（大陸間弾道ミサイル）は固定式の巨大な発射設備（サイロ）が必要となる。ゆえに発射状態を保ったままのICBMを積んで移動するという事は不可能であったが、軍部はあくまでシャゴホッドにソ連からアメリカ本土への直接核攻撃を求めた。そこでフェイズ2と呼ばれる新たなミサイル発射システムを考案した。本機は後部ユニットのロケットエンジンで機体そのもの自体を時速300マイル（500km）まで加速し、その状態からIRBMを発射する事で槍投げのようにミサイルを加速する「射程合成延伸システム」を備えている。これによりICBMに比べて小型で移動が簡便だが射程距離で劣るIRBMのそれをICBM並に延長、ソ連領内からアメリカ全土へピオネールを到達させることが出来る。システムの完成によって、本機から発射されるミサイルの射程は2500マイル（約4000km）から6000マイル（約9600km）以上に延びており、ソ連領内からアメリカ本土への直接攻撃が可能となった。このシステムは約3マイル（約5km）の滑走路、またはそれに準ずるものがあれば機能するため、発射地点をある程度任意に変更することが可能。そのような長距離移動の場合は、先に4〜5機のヘリコプターにワイヤーで吊られて輸送される。このため、衛星や偵察機からは発見されない。
後に開発されたメタルギアに比べれば、上記のように発射地点にいくつかの条件が生じるため汎用性は低い。しかしソ連の道路移動式ミサイル発射台がアメリカにとって脅威であった1960年代においては、隠密展開即時発射が可能で、単独でもアメリカ本土への核攻撃が可能な能力を持つ本機は充分な（抑止が成り立たなくなり、冷戦という形を根底から覆すほどの）優位性となっていた。更にヴォルギン大佐はプロトタイプを元に量産を計画しており、ソ連全土への配備は勿論第3世界の独裁者や民族派にシャゴホッドの提供をエサに武装蜂起を促す事で、冷戦を灼熱の戦争に変える事を目論んでいた。
しかし最終的にはネイキッド・スネーク（後のビッグ・ボス）らの活躍によってプロトタイプのシャゴホッドは破壊された。そしてヴォルギンはスネークとの戦いの末に倒れ、開発者のソコロフもヴォルギンの拷問で瀕死の重傷を負った上、グロズニィグラードもザ・ボスによってデイビー・クロケットを撃ち込まれて崩壊してしまい、量産計画は完全に頓挫した（ソコロフ、ヴォルギン共に後に生存が判明する）。
その後は本機を参考にしたピューパが開発されたものの、核搭載戦車ではなくあくまでAI兵器の実験機の一つとして開発され、そしてピューパが破壊されて以降はメタルギアと比べての上記の汎用性の低さから兵器開発の主流から外れてしまい、シャゴホッドの系譜の機体がその後、開発されることはなかった。
『MGS3』の限定版には、1/144スケールのフィギュアが同梱された。非売品で配布されたメタルギアREXペーパークラフトにおいて、シークレットパーツが同梱されており、これを組み立てると本機が完成するが、ドリルやホバーではなく前部後部共にキャタピラが付いているなど、ゲーム中の本機とは異なる。ゲーム本編でのソコロフとの会話シーンでこのタイプの設計図らしきイメージ映像が流れるため、本機開発当初の草案の一つだった可能性がある。前部はピューパに酷似しており、ヒューイがピューパ開発の際に参考にした本機のデータは前部はこちら、後部はプロトタイプと考えられる。また、ゲーム『大乱闘スマッシュブラザーズX』に観賞用フィギュアとして登場。メタルギアと開発競争をした事などが解説されている。

### ピースウォーカー計画のAI兵器
『メタルギアソリッド ピースウォーカー』に登場する無人兵器群。脚による自立稼働を可能とし、AIによる核報復攻撃を目的として制作された。
ピューパ、クリサリス、コクーンの3機は本計画により生み出された試作機であり、核は搭載されていない。
機体の実機製作と機体制御・火器管制用AI「レプタイルポッド」の開発をヒューイが担当、ピースウォーカーに搭載されている核報復判断用AI「ママルポッド」の開発はストレンジラブが担当している。
ママルポッドを除くAIの型式番号には、コールドマンによりラシュモア山に描かれたアメリカ合衆国歴代大統領のイニシャルが与えられており、ママルポッドの型式番号にある「BS」はザ・ボスを意味している。本編外には各機種を改造した「弐型」や「改」と呼ばれる強化改良版（「改」では外観も赤い塗装に改められている）も登場している。

#### ピューパ
型式番号「GW-pupa5000」（ピューパとは英語で「蛹」）。別名「AI搭載水陸両用戦機」。全高:9.4m、全幅:10.7m、全長:25.5m。FSLNの面々は、見た目がカブトムシに似ていることから「エスカラバホ」と呼称していた。
シャゴホッドのコンセプトを参考に作られており、外観は似ているが移動はドリルではなくキャタピラになっている。シャゴホッド同様、下腹部から空気を噴射して浮くホバークラフトとブースターを搭載しており、高い移動性能を持っている。武装は電撃ユニットと機銃6門、そして電撃ユニットの威力を拡散させる設置型の避雷針が装備されている。量産も計画されていたらしく、採掘場地下基地ではAIポッドが搭載されていない開発途中のピューパが並んでいるエリアがある。

#### クリサリス
型式番号「TJ-chrysalis6000」（クリサリスとは英語で「蛹」、ピューパと同意味だが、過渡期という意味合いも含む）。
別名「AI搭載垂直離着陸戦機」。全高15.9m、全幅35.1m、全長44mで、単純な数値上の機体規模は陸上兵器であるコクーンを超える。
空中から攻撃を行うために開発されたAI搭載戦闘機だが、三つの円盤型の翼や、ハチドリのような細かな動きで飛行する姿は、むしろヘリコプターに近い。
実際、チコを始めとするFSLNの面々は本機をハチドリを意味する「コリブリ」と呼称しており、スネーク自身も本機を戦闘ヘリの類だと思っていた。
人間が搭乗しない事を前提としているため、高速移動によるGを考慮せず移動する事が可能。レドームが搭載されており、ミサイルなどの接近を感知すると瞬時に回避する事も出来る。レールガンやミサイル、チェインガンといった武装の他、機内にキッドナッパーと呼ばれる多数の小型無人偵察機を内蔵している。その最大離陸重量にはかなり余裕があり、自機にフル装備を施した上で、50メガトン級核弾頭を含む2発の核兵器を搭載したピースウォーカーを吊り下げて飛行することも可能である。
本機の形状がUFOに似ていたことから、チコはスネークが撮影した本機の写真をUFO写真として売り捌こうと企んでおり、スネークには一応発表と売り込みの許可も取っていた。
キッドナッパー
クリサリスに搭載されている小型無人偵察機（FSLNの面々は、クリサリス（コリブリ）に搭載している小型機（チコ）という意味で「チコリブリ」と呼称している。ただし「キッドナッパー殲滅」ミッションでは小さいUFOとも呼ばれている）。一つの円盤型の翼で飛行して偵察している点からサイファーに近い。赤いレーザーサイトで索敵を行い、敵を発見すると近づいて翼の下に装備した小銃で射撃を行う他、3本のアームがついたワイヤーで敵を鹵獲する。

#### コクーン
型式番号「TR-cocoon7000」、コクーンの名は英語で「繭」を意味する。
別名「AI搭載超級戦機」。全高24.3m・全幅25.6m・全長41.1mで、ピューパの数倍の大きさを持つAI搭載戦車。
そのあまりの大きさにミラーは「デカブツ」「陸を走る戦艦」と言って驚愕しており、FSLNの面々はゾウガメに似ることから「ガラパゴ」の名で呼んでいた。大型だが、キャタピラによって起伏の大きい地形でも走破することが可能。巨体に見合った分厚い装甲を持つが、その構造上熱がこもりやすく、排熱に問題を抱えているとされている。巨大な主砲に加え、多数の機銃やガトリングガン、対人対戦車ホーミングミサイルを搭載する他、ヘッジホッグ対潜迫撃砲を曲射砲として改造した上で装備している。

### ウォーカーギア
『メタルギアソリッドV ファントムペイン』時に登場。ヒューイによって開発されていた小型の二足歩行兵器。人間の全高に近く、バイクに搭乗するような気軽さで運用出来る。オフロードに強く移動速度も速いが、乗り心地は良くないらしい。前面や側面には搭乗者の頭部を防護するシールドが備わっているが、背部は完全にオープンであり、シールドに関しても一定以上のダメージを受けると破壊されてしまうため、防御性能には少々不安が残る。連装対戦車ミサイルやガトリング機関銃などの、生身での運用が難しい兵器を搭載出来る。サブウェポンとして、機体前部に格納された2つの小型アームによりハンドガンを搭載・射撃することが出来る。初期型には人を持ったり出来る汎用アームが1本装備されていたが、量産型ではオミットされている。
結局実現はしなかったが、XOFの指揮官であるスカルフェイスはメタリック・アーキアを利用した「核手作りキット」を拡散し、それをウォーカーギアに搭載することで核抑止を飽和させることを画策していた。「小型核兵器の搭載を前提としていた二足歩行機」という点を見れば、本機もメタルギアの一種であると考えることも出来る。
Dウォーカー
初期型をベースに、ヒューイがダイアモンド・ドッグズ用にカスタマイズした専用機。量産型のウォーカーギアとの違いとして、「サポートヘッドと呼称されるAI搭載型頭部パーツの追加」や「汎用アームの復活」、「脚部への高速移動用ローラーの追加」や「武装バリエーションの増加」が挙げられる。これらの改造により戦闘力は大幅に上昇し、ある程度の自律行動が可能となった。
AIの性能や武装バリエーション、本体の耐久性などは、開発段階によって変化する。また、ある程度は用途に合わせてカスタマイズする事も可能である。

### メサルギア
『サルゲッチュ3』とメタルギアシリーズとのコラボレーション作品として、『サルゲッチュ3』のミニゲーム『メサルギアソリッド』に登場するナマケモノ砲搭載型戦車。巨大なピポサル型ロボット（ピポサルの頭部と両手に2基のドリル、背中にロケットを搭載）が列車にまたがったような姿をしており、シルエットとしてはシャゴホッドに似通っている。ナマケモノ砲以外にマシンガンや爆弾などの兵器も搭載されており、ピポサル兵のリーダー、ピポ・オセロットが操縦していた。逃げ場の無い線路の上でピポスネークを追い詰めるが、破壊されてしまった。
初出は『MGS3』に収録されていたミニゲーム「猿蛇合戦」。上記のメサルギアと同形状だが、列車から分離した二足歩行形態となっている。ビッグ・ボスの格好をし、冒頭で「スネーク!」と猿語で叫んだピポサルが機体上部をうろついているだけで、起動はしていない。『サブシスタンス』で追加されたグロズニィグラード兵器廠格納庫がモデルとなっているステージでは、上述のメサルギアソリッドと同じ列車型が建造途中の姿で登場している。二足歩行メサルギアと同じく動かないが、通路を走って前を通過すると稼働しているセンサーが反応して発見される。